# Veysəlli (Göyçay)
Veysəlli è un comune dell'Azerbaigian situato nel distretto di Göyçay. Conta una popolazione di 278 abitanti.